# Wz. 68 Moro
Kamuflaż wz. 68 («Моро» или «Мора») — камуфляжная расцветка, применявшаяся польской армией, сотрудниками Гражданской милиции, тюремной охраной, полицей после 1990 года и пожарными. Форма в данном камуфляже производилась в 1969—1989 годах. «Moro» заменил старый камуфляжный рисунок wz. 58 «deszczyk» (дождь, морось). В свою очередь, к 1989 году «моро» стал вытесняться более совершенным Wz. 89 Puma. «Moro» является аббревиатурой от польского названия ткани «materiał odzieżowy roboczo-ochronny», что означает «текстильная одежда для работы и защиты».

## Рисунок
Всего существовало шесть типов данного паттерна, различавшиеся по цвету в зависимости от службы, для которой предназначался тот или иной рисунок.
В версии для сухопутных войск цвет пятен был зеленым, такая форма также использовались военнослужащими Надвислянских войсковых частей и пограничной охраной. Для ВВС, ПВО и ВМФ — черными, для МВД (включая ЗОМО), Пенитенциарной службой и затем полиции — первоначально синие, а затем серо-синие; для пожарных и добровольной пожарной охраны, темно-коричневый, с гораздо более крупными пятнами. Пожарные изначально использовали ткань с рисунком, идентичным с паттерном для сухопутных войск. Кроме «моро» пожарная охрана пользовалась и иными камуфляжными расцветками.
В девяностые годы появилась последняя разновидность «moro», первоначально использовавшаяся полицией, а теперь исключительно — и это единственная служба, которая в настоящее время использует этот камуфляж — Службой тюрем.

## Галерея
- Модель для ВМФ и морской авиации
- Милицейский вариант "moro"
- Модель для пожарных
- Последний вариант "moro", используется охраной тюрем
- Ярлык